# Palaeophonus
Palaeophonus är ett fossilt släkte av skorpioner, som påträffas i avlagringar från yngre silur.
Palaeophonus nuntius har påträffats på Gotland söder om Visby och beskrivits av Gustaf Lindström och Tamerlan Thorell, andra arter har påträffats i Skottland. Släktet hör till några av de äldsta luftandande djuren på jorden.